# Karmelitinnenkloster Valenciennes-Saint-Saulve
Das Karmelitinnenkloster Valenciennes-Saint-Saulve ist ein Kloster der Unbeschuhten Karmelitinnen in Saint-Saulve, Département Nord, im Erzbistum Lille in Frankreich.

## Geschichte
Alessandra di Rudini, zuvor Geliebte des Dichters Gabriele D’Annunzio, trat 1911 (als Marie de Jésus) in das Karmelitinnenkloster Paray-le-Monial ein, wurde 1917 zur Oberin gewählt und gründete 1924 mit 12 Schwestern das Kloster Valenciennes in der Rue Capron Nr. 29. 1949 wechselte der Konvent nach Saint-Saulve (Rue Henri Barbusse Nr. 1, unweit Valenciennes). Dort ließ er 1966 durch den Architekten Pierre Székely eine Kapelle errichten, die seit 2002 unter Denkmalschutz steht und deren 50-jähriges Jubiläum 2016 feierlich begangen wurde.